# Randa Haines
Randa Jo Haines (Los Angeles, 20 febbraio 1945) è una regista e sceneggiatrice statunitense.

## Filmografia parziale

### Cinema
- Figli di un dio minore (Children of a Lesser God) (1986)
- Un medico, un uomo (The Doctor) (1991)
- Ricordando Hemingway (Wrestling Ernest Hemingway) (1993)
- Dance with Me (1998)
- The Outsider (2002)

### Televisione
- The Jilting of Granny Weatherall (1980)
- Quelle strane voci su Amelia (Something About Amelia) (1984)
- The Ron Clark Story (2006)